# 工灰蝶屬
工灰蝶屬（學名：gonerilia）是線灰蝶亞科線灰蝶族裡的一個屬，物種分佈於中國的溫帶地區。